# Jan-Carl Raspe
Jan-Carl Raspe (24. juli 1944 i Seefeld in Tirol – 18. oktober 1977 i Stuttgart) var en tysk terrorist og venstreekstremist, medlem af Rote Arme Fraktion.
Raspe voksede op i Østtyskland, men opholdt sig i Vestberlin da Berlinmuren blev bygget i 1961, og han blev i Vestberlin hvor han boede hos sin onkel og tante. 
Raspe var med til at oprette kollektivet Kommune II i 1967 og blev en del af Rote Arme Fraktion i 1970. Raspe deltog i 1970 – 1972 i en række bombeangreb mod tyske industrianlæg og amerikanske militærbaser.
1. juli 1972 blev Raspe, Andreas Baader og Holger Meins opdaget af politiet i Frankfurt, hvor de tre blev arresteret efter en længere skudveksling. Raspe blev efter én af de længste og dyreste retssager i Tysklands historie 28. april 1977 idømt livsvarigt fængsel for bl.a. mord og dannelse af en terrorgruppe.
Raspe begik i lighed med Baader og Gudrun Ensslin selvmord i Stammheim-fængslet i Stuttgart 18. oktober 1977, ved afslutningen af en operation kendt som det tyske efterår. Ifølge en konspirationsteori på den tyske venstrefløj var der tale om mord begået af staten.

## Eksterne adresser
- Hjemmeside om Baader-Meinhof gruppen